# Банчовці
Ба́нчовці (болг. Банчовци) — село в Софійській області Болгарії. Входить до складу общини Іхтіман.

## Населення
За даними перепису населення 2011 року у селі проживали 6 осіб, з них 5 осіб (83,3%) — болгари.
Розподіл населення за віком у 2011 році:
Динаміка населення: